# Kostel Neposkvrněného početí Panny Marie (Habartice)
Kostel Neposkvrněného Početí Panny Marie v Habarticích je předbělohorskou stavbou, výrazně upravenou v roce 1842.

## Historie
Habartice jsou zmiňovány jako farní ves již v roce 1351 při zřizování litomyšlského biskupství. V mladších pramenech zprávy o faře chybí, zřejmě zanikla za husitských válek. Filiální kostelík byl vystavěn nekatolíky v předbělohorské době za pánů z Vrbna, majitelů panství Branná. Při rekatolizaci byl zasvěcen Neposkvrněnému početí Panny Marie. V roce 1842 byl zvětšen přestavbou do současné podoby. 

## Popis
Kostel stojí uprostřed obce na mírně svažitém terénu na křižovatce místních komunikací. Podél jedné strany kostela je hřbitov a celý areál je obehnaný kamennou zdí.
Kostel je jednoduchá stavba obdélného půdorysu s rovným závěrem a představenou hranolovou věží. Vstup do kostela je možný přes nízkou předsíň v průčelí před věží nebo přístavbou na delší straně lodi. Z druhé strany lodi ke hřbitovu je přistavena malá sakristie s pultovou střechou. V lodi jsou na delších stranách prolomena okna se zaoblenými záklenky, rovný závěr je bez oken. Věž má nad střechou předsíně jedno kruhové okno, pod římsou jsou ze všech stran prolomena obdélná okna se zaoblenými záklenky. Střecha věže je stanová s makovicí a křížem. Nad lodí je střecha sedlová.
Kostel má dva oltáře. Obraz hlavního oltáře znázorňuje Neposkvrněné Početí Panny Marie. Obraz druhého oltáře s tématem sv. Jan a Pavel vytvořil roku 1858 Jan Weisbrich, malíř z Mohelnice.